# Cayley-tabel
In de groepentheorie is een cayley-tabel of groepentabel een vierkante tabel waarin de structuur van een eindige groep wordt weergegeven door de resultaten van de bewerking tussen de elementen te tonen. Cayley-tabellen zijn genoemd naar de Engelse wiskundige Arthur Cayley. Een cayley-tabel is een Latijns vierkant.
Verschillende eigenschappen van een groep kunnen aan de hand van de groepentabel worden achterhaald. Er kan worden gecontroleerd dat de groepentabel de definitie van een gesloten bewerking geeft, dat het om een abelse groep gaat en wat de inverse is van een element. Het neutrale element kan in de tabel worden gevonden door een rij of kolom te zoeken die gelijk is aan de marge.
De groep met elementen {\displaystyle a,b,c,\ldots ,n} en bewerking * wordt algemeen door een cayley-tabel voorgesteld als:
| {\displaystyle *}       | {\displaystyle a}       | {\displaystyle b}       | {\displaystyle c}       | {\displaystyle \cdots } | {\displaystyle n}       |
| {\displaystyle a}       | {\displaystyle a*a}     | {\displaystyle a*b}     | {\displaystyle a*c}     | {\displaystyle \cdots } | {\displaystyle a*n}     |
| {\displaystyle b}       | {\displaystyle b*a}     | {\displaystyle b*b}     | {\displaystyle b*c}     | {\displaystyle \cdots } | {\displaystyle b*n}     |
| {\displaystyle c}       | {\displaystyle c*a}     | {\displaystyle c*b}     | {\displaystyle c*c}     | {\displaystyle \cdots } | {\displaystyle c*n}     |
| {\displaystyle \vdots } | {\displaystyle \vdots } | {\displaystyle \vdots } | {\displaystyle \vdots } | {\displaystyle \ddots } | {\displaystyle \vdots } |
| {\displaystyle n}       | {\displaystyle n*a}     | {\displaystyle n*b}     | {\displaystyle n*c}     | {\displaystyle \cdots } | {\displaystyle n*n}     |
Door de cayley-tabellen van twee groepen te vergelijken, is na te gaan of zij isomorf zijn.

## Voorbeelden
- De verzameling {–1, 1} met de bewerking vermenigvuldigen heeft de cayley-tabel:

| ×  | –1 | 1  |
| –1 | 1  | –1 |
| 1  | –1 | 1  |
- Het betreft een inwendig en overal gedefinieerde bewerking, alle elementen in de tabel zijn immers element van {–1,1}.
- Het neutrale element is 1.
- 1 en –1 zijn de inverse van zichzelf.
- De groep is commutatief, omdat de tabel symmetrisch is ten opzichte van de hoofddiagonaal.

- De groep {0, 1, 2} met als bewerking optellen modulo 3 heeft als cayley-tabel:

| + | 0 | 1 | 2 |
| 0 | 0 | 1 | 2 |
| 1 | 1 | 2 | 0 |
| 2 | 2 | 0 | 1 |
- Deze groep is commutatief. 0 is het neutrale element en 1 en 2 zijn elkaars inverse, in dit geval elkaars tegengestelde.

- Verschillende cyclische groepen met hetzelfde aantal elementen zijn isomorf. {\displaystyle \{0,1,2,3\}} met daarbij optellen modulo vier, {\displaystyle \{1,2,3,4\}} met daarbij vermenigvuldigen modulo vijf en {\displaystyle \{i,i,-1,-i\}} met daarbij vermenigvuldigen zijn drie cyclische groepen met vier elementen. Zij zijn isomorf, hebben dezelfde groepentabel en komen overeen met {\displaystyle C_{4}}. De groepentabellen kunnen in elkaar worden omgezet door de rijen en kolommen erin zo te permuteren dat overeenkomstige symbolen in de drie tabellen overal op dezelfde plaats staan.